# Горбунов, Денис Владимирович
Денис Владимирович Горбунов (род. 11 ноября 1994, Беркакит, Якутия) — российский хоккеист, нападающий. Мастер спорта России (2025).

## Биография
Воспитанник «Кристалла» Электросталь. Начинал играть в команде высшей лиги Беларуси «Шахтёр-2» Солигорск (2011/12). В следующем сезоне выступал в команде системы «Динамо» Минск — «Динамо-Шинник» Бобруйск из МХЛ. Сезон 2013/14 отыграл в клубе QMJHL «Бэ-Комо Драккар», который выбрал Горбунова на импорт-драфте CHL-2013 под № 48. 8 мая 2014 года был обменян из «Динамо» в «Югру». Провёл за клуб 100 матчей в КХЛ. 11 сентября 2017 был обменян в «Сибирь» на Илью Шипова, сыграл 12 матчей.
В дальнейшем — игрок команд ВХЛ «Ермак» (2017/18, 2022/23), «Сокол» Красноярск (2018/19 — 2019/20), «Лада» (2019/20 — 2020/21), «Дизель» (2021/22), «Рубин» (2022/23 — 2023/24), «Металлург» Новокузнецк (2024/25), «Норильск» (с ноября 2024).